# Oceanía (estación)
Oceanía es una de las estaciones que forman parte del Metro de Ciudad de México, es la correspondencia de la Línea 5 y la Línea B. Se ubica al oriente de la Ciudad de México, en el límite de las alcaldías Venustiano Carranza y Gustavo A. Madero.

## Información general
Recibe su nombre de la avenida Oceanía, donde está ubicada la estación. El logotipo de la estación tiene un canguro, ya que en Oceanía se encuentra Australia, que es el país donde existen estos animales. Esta estación, al ser de correspondencia, cuenta con una vía de servicio que conecta ambas líneas, cuya característica especial es que las une exteriormente por medio de una rampa totalmente visible, siendo la segunda conexión de este tipo. La primera esta en la correspondencia de Consulado, la cual también se encuentra en la Línea 5.

### Transbordo
Con una distancia aproximada de poco más de 75 metros, Oceanía es la correspondencia más corta del Metro de la Ciudad de México y es el único transbordo corto de la Línea 5 del Metro, sin embargo, pese a su corta distancia, no se tuvo una planeación adecuada para una correspondencia optima (al igual que su contraparte; en este caso Atlalilco). La pasarela de correspondencia es demasiado angosta y las escaleras para subir o bajar a los andenes son insuficientes, lo que supone un peligro potencial a los usuarios que utilizan esta estación en horario laboral.

### Afluencia
En su correspondencia con la Línea B el número total de usuarios, en esta estación, para el 2014 fue de 2 771 256 usuarios. El número de usuarios promedio para el mismo año fue el siguiente:
| Tipo de día   | Afluencia promedio |
| ------------- | ------------------ |
| Día festivo   | 5.079              |
| Día laboral   | 7.092              |
| Fin de semana | 7.060              |
| Anual         | 7.592              |

Las siguientes tablas muestran la afluencia de la estación (por línea) en los últimos 10 años:
| Afluencia Anual de Pasajeros (Línea 5) | Afluencia Anual de Pasajeros (Línea 5) | Afluencia Anual de Pasajeros (Línea 5) | Afluencia Anual de Pasajeros (Línea 5) | Afluencia Anual de Pasajeros (Línea 5) | Afluencia Anual de Pasajeros (Línea 5) |
| -------------------------------------- | -------------------------------------- | -------------------------------------- | -------------------------------------- | -------------------------------------- | -------------------------------------- |
| Año                                    | Afluencia                              | A Diario                               | Ranking Anual                          | Aumento%                               | Ref.                                   |
| 2023                                   | 3,031,730                              | 8,306                                  | 133°/195                               | +18.31%                                | [ 4 ]                                  |
| 2022                                   | 2,562,528                              | 7,020                                  | 137°/175                               | +27.99%                                | [ 5 ]                                  |
| 2021                                   | 2,002,185                              | 5,485                                  | 139°/195                               | -21.16%                                | [ 6 ]                                  |
| 2020                                   | 2,539,621                              | 6,938                                  | 136°/195                               | -18.85%                                | [ 7 ]                                  |
| 2019                                   | 3,129,656                              | 8,574                                  | 161°/195                               | +1.77%                                 | [ 8 ]                                  |
| 2018                                   | 3,075,329                              | 8,425                                  | 162°/195                               | +1.30%                                 | [ 9 ]                                  |
| 2017                                   | 3,035,718                              | 8,317                                  | 161°/195                               | -3.43%                                 | [ 10 ]                                 |
| 2016                                   | 3,143,547                              | 8,588                                  | 160°/195                               | -0.27%                                 | [ 11 ]                                 |
| 2015                                   | 3,151,909                              | 8,635                                  | 148°/195                               | +2.80%                                 | [ 12 ]                                 |
| 2014                                   | 3,065,959                              | 8,399                                  | 150°/195                               | -0.44%                                 | [ 13 ]                                 |

| Afluencia Anual de Pasajeros (Línea B) | Afluencia Anual de Pasajeros (Línea B) | Afluencia Anual de Pasajeros (Línea B) | Afluencia Anual de Pasajeros (Línea B) | Afluencia Anual de Pasajeros (Línea B) | Afluencia Anual de Pasajeros (Línea B) |
| -------------------------------------- | -------------------------------------- | -------------------------------------- | -------------------------------------- | -------------------------------------- | -------------------------------------- |
| Año                                    | Afluencia                              | A Diario                               | Ranking Anual                          | Aumento%                               | Ref.                                   |
| 2023                                   | 3,193,934                              | 8,750                                  | 129°/195                               | +9.82%                                 | [ 4 ]                                  |
| 2022                                   | 2,908,426                              | 7,968                                  | 134°/175                               | +37.87%                                | [ 14 ]                                 |
| 2021                                   | 2,109,569                              | 5,779                                  | 137°/195                               | -14.15%                                | [ 15 ]                                 |
| 2020                                   | 2,457,375                              | 6,714                                  | 138°/195                               | -35.14%                                | [ 16 ]                                 |
| 2019                                   | 3,788,470                              | 10,379                                 | 153°/195                               | +4.89%                                 | [ 17 ]                                 |
| 2018                                   | 3,612,009                              | 9,895                                  | 155°/195                               | +0.86%                                 | [ 18 ]                                 |
| 2017                                   | 3,581,354                              | 9,811                                  | 154°/195                               | -6.92%                                 | [ 19 ]                                 |
| 2016                                   | 3,847,734                              | 10,512                                 | 145°/195                               | -2.74%                                 | [ 20 ]                                 |
| 2015                                   | 3,956,253                              | 10,839                                 | 132°/195                               | +3.77%                                 | [ 21 ]                                 |
| 2014                                   | 3,812,581                              | 10,445                                 | 135°/195                               | -4.34%                                 | [ 22 ]                                 |

## Conectividad

### Salidas
- Por línea 5 al norte: Circuito Interior Av. Río Consulado y Norte 174, Colonia Pensador Mexicano.
- Por línea 5 al suroriente: Circuito Interior Avenida Río Consulado y Norte 172, Colonia Pensador Mexicano.
- Por línea B al norte: Circuito Interior Avenida Río Consulado y Norte 170, Colonia Pensador Mexicano.
- Por línea B al sur: Avenida Oceanía y Dinares, Colonia Aquiles Serdán.

### Conexiones
Existen conexiones con las estaciones y paradas de diversos sistemas de transporte:
- Línea 4 del Trolebús.
- Algunas rutas de la RTP.

## Accidente
El 4 de mayo de 2015, aproximadamente a las 18:15, durante la fuerte lluvia con granizo, un tren NM-73A (cabina CAF) estaba llegando a la estación de la Línea 5, dirección Politécnico, mientras un tren MP68-R93 estaba parado en la estación en la misma dirección. Por no desactivar el piloto automático, el tren NM-73A no pudo frenar a tiempo e impactó a la parte trasera al MP68-R93. 12 personas resultaron heridas.